# Zapasy na Letnich Igrzyskach Olimpijskich 1964 – kategoria do 63 kg w stylu wolnym
Zmagania mężczyzn do 63 kg to jedna z ośmiu męskich konkurencji w zapasach w stylu wolnym rozgrywanych podczas Letnich Igrzysk Olimpijskich 1964. Pojedynki w tej kategorii wagowej odbyły się w dniach 11 – 14 października.
Punktacja opierała się na systemie „złych punktów karnych”. Zwycięzca otrzymywał zero punktów za wygraną przez „tusz” (łopatki), a jeden punkt za wygraną na punkty. Dwa punkty przyznawano zawodnikom za remis. Za porażkę na punkty zawodnik otrzymywał trzy punkty, a za przegraną na łopatki przyznawano 4 punkty karne. Uzyskanie sześciu lub więcej punktów eliminowało zapaśnika z turnieju. Najlepsza trójka walczyła w rundzie finałowej. 

## Klasyfikacja[1]
| Pozycja | Nazwisko                | Kraj              |
| ------- | ----------------------- | ----------------- |
| 1       | Osamu Watanabe          | Japonia           |
| 2       | Stanczo Kolew           | Bułgaria          |
| 3       | Nodar Chochaszwili      | ZSRR              |
| 4       | Bobby Douglas           | Stany Zjednoczone |
| 5       | Mohammad Ibrahim Kederi | Afganistan        |
| 6       | Ebrahim Sejfpur         | Iran              |
| 7       | Reiner Schilling        | Niemcy            |
| 8       | Mario Tovar             | Meksyk            |
| 9       | Matti Jutila            | Kanada            |
| 9       | Tauno Jaskari           | Finlandia         |
| 11      | Bert Aspen              | Wielka Brytania   |
| 12      | Yun Dae-gi              | Korea Południowa  |
| 13      | Raúl Romero             | Argentyna         |
| 14      | Baldangijn Sandżaa      | Mongolia          |
| 15      | Ray Brown               | Australia         |
| 15      | Bandu Patil             | Indie             |
| 15      | Muhammad Akhtar         | Pakistan          |
| 15      | Hayrullah Şahin         | Turcja            |
| 19      | John Alan Smith         | Rodezja Północna  |
| 19      | Antonio Senosa          | Filipiny          |
| 21      | Roy Meehan              | Nowa Zelandia     |

## Wyniki

### Pierwsza runda[2]
| Zwycięzca          | Punkty karne | Wynik     | Przegrany          | Punkty karne |
| ------------------ | ------------ | --------- | ------------------ | ------------ |
| Osamu Watanabe     | 0            | Łopatki   | Baldangijn Sandżaa | 4            |
| Raúl Romero        | 1            | Na punkty | John Alan Smith    | 3            |
| Reiner Schilling   | 1            | Na punkty | Antonio Senosa     | 3            |
| Yun Dae-gi         | 1            | Na punkty | Ray Brown          | 3            |
| Mario Tovar        | 0            | Łopatki   | Roy Meehan         | 4            |
| Matti Jutila       | 0            | Łopatki   | Ebrahim Sejfpur    | 4            |
| Bandu Patil        | 2            | Remis     | Tauno Jaskari      | 2            |
| Bobby Douglas      | 1            | Na punkty | Hayrullah Şahin    | 3            |
| Nodar Chochaszwili | 1            | Na punkty | Muhammad Akhtar    | 3            |
| Stanczo Kolew      | 0            | Łopatki   | Bert Aspen         | 4            |
| Mohammad Kederi    | 0            | Bez walki |                    |              |

### Druga runda[3]
| Zwycięzca          | Punkty karne | Wynik     | Przegrany       | Punkty karne |
| ------------------ | ------------ | --------- | --------------- | ------------ |
| Mohammad Kederi    | 0            | Łopatki   | Raúl Romero     | 5            |
| Osamu Watanabe     | 0            | Łopatki   | John Alan Smith | 7            |
| Baldangijn Sandżaa | 4            | Łopatki   | Antonio Senosa  | 7            |
| Reiner Schilling   | 2            | Na punkty | Yun Dae-gi      | 4            |
| Mario Tovar        | 1            | Na punkty | Ray Brown       | 6            |
| Ebrahim Sejfpur    | 4            | Łopatki   | Roy Meehan      | 8            |
| Tauno Jaskari      | 3            | Na punkty | Matti Jutila    | 3            |
| Bobby Douglas      | 1            | Łopatki   | Bandu Patil     | 6            |
| Nodar Chochaszwili | 2            | Na punkty | Hayrullah Şahin | 6            |
| Stanczo Kolew      | 1            | Na punkty | Muhammad Akhtar | 6            |
| Bert Aspen         | 4            | Bez walki |                 |              |

### Trzecia runda[4]
| Zwycięzca          | Punkty karne | Wynik       | Przegrany          | Punkty karne |
| ------------------ | ------------ | ----------- | ------------------ | ------------ |
| Mohammad Kederi    | 1            | Na punkty   | Bert Aspen         | 7            |
| Osamu Watanabe     | 0            | Łopatki     | Raúl Romero        | 9            |
| Reiner Schilling   | 3            | Na punkty   | Mario Tovar        | 4            |
| Ebrahim Sejfpur    | 4            | Łopatki     | Yun Dae-gi         | 8            |
| Bobby Douglas      | 2            | Na punkty   | Matti Jutila       | 6            |
| Nodar Chochaszwili | 3            | Na punkty   | Tauno Jaskari      | 6            |
| Stanczo Kolew      | 1            | Bez walki   |                    |              |
|                    |              | Wycofał się | Baldangijn Sandżaa | -            |

### Czwarta runda[5]
| Zwycięzca          | Punkty karne | Wynik     | Przegrany        | Punkty karne |
| ------------------ | ------------ | --------- | ---------------- | ------------ |
| Stanczo Kolew      | 2            | Na punkty | Mohammad Kederi  | 4            |
| Osamu Watanabe     | 1            | Na punkty | Reiner Schilling | 6            |
| Ebrahim Sejfpur    | 5            | Na punkty | Mario Tovar      | 7            |
| Nodar Chochaszwili | 4            | Na punkty | Bobby Douglas    | 5            |

### Piąta runda[6]
| Zwycięzca          | Punkty karne | Wynik     | Przegrany       | Punkty karne |
| ------------------ | ------------ | --------- | --------------- | ------------ |
| Osamu Watanabe     | 2            | Na punkty | Stanczo Kolew   | 5            |
| Bobby Douglas      | 6            | Na punkty | Mohammad Kederi | 7            |
| Nodar Chochaszwili | 5            | Na punkty | Ebrahim Sejfpur | 8            |

### Runda finałowa[7]
| Zwycięzca      | Wynik     | Przegrany          |
| -------------- | --------- | ------------------ |
| Stanczo Kolew  | Remis     | Nodar Chochaszwili |
| Osamu Watanabe | Na punkty | Nodar Chochaszwili |

- Stanczo Kolew zdobył srebrny medal z powodu mniejszej wagi ciała.